# Melanie Skillman
Melanie Soltysik Skillman, (Reading (Pensilvânia), 23 de setembro de 1954) é uma arqueira estadunidense, medalhista olímpica.

## Carreira
Melanie Skillman representou seu país nos Jogos Olímpicos de 1988, ganhando a medalha de bronze por equipes em Seul. 